# 貝倫山 (格拉納特山脈)
47°08′43″N 12°31′23″E / 47.145195°N 12.523170°E

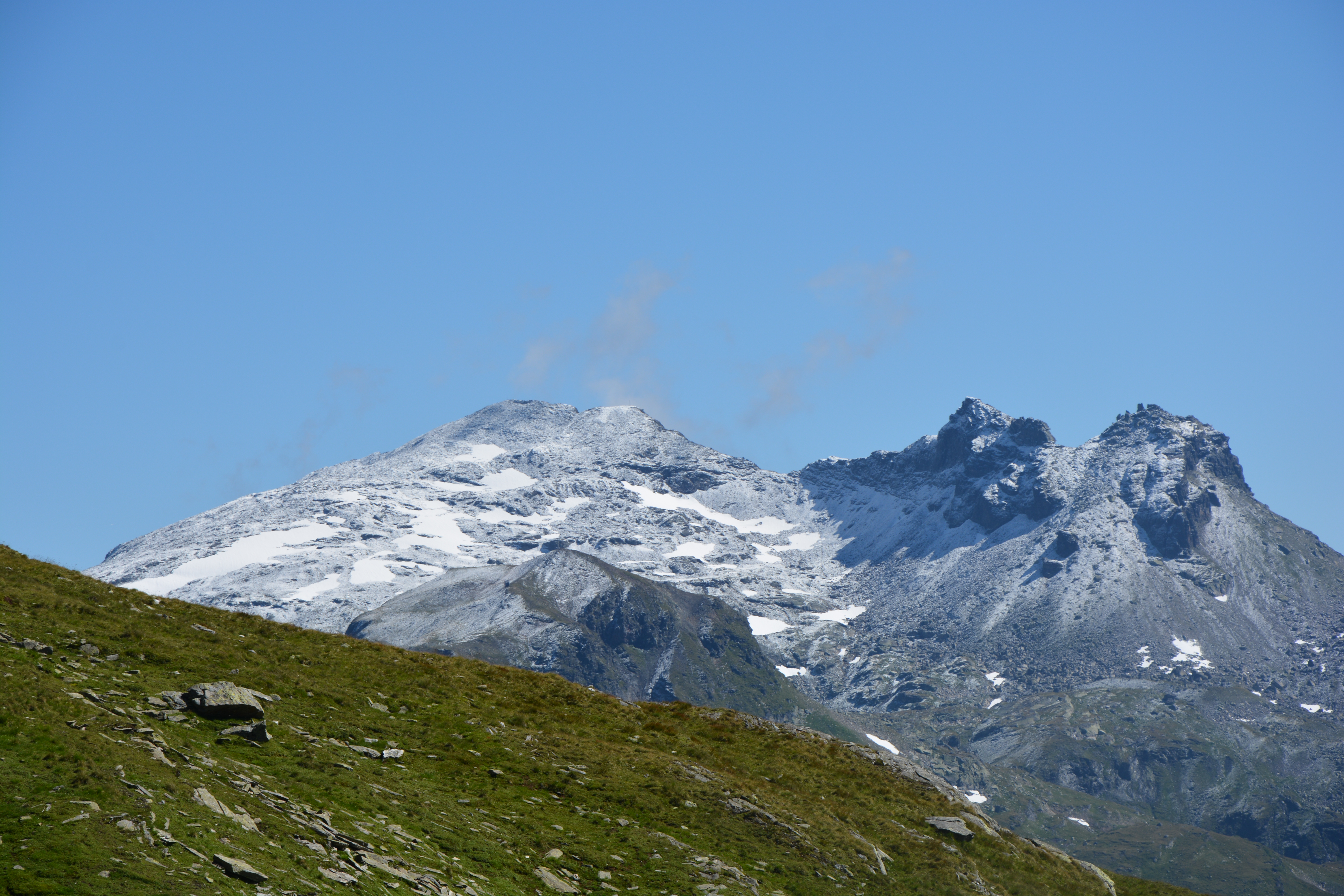

貝倫山（德語：Bärenköpfe），是奧地利的山峰，是奧地利的山峰，位於該國中部，處於薩爾茨堡州和蒂羅爾州接壤的邊界，屬於格拉納特山脈的一部分，距離霍赫加瑟山0.5公里，海拔高度2,863米，每年平均降雨量2,073毫米。